# Jackie Wright
John „Jackie” Wright (ur. 24 września 1904 w Belfaście, zm. 11 stycznia 1989 tamże) – północnoirlandzki aktor komediowy, najbardziej znany jako mały łysy dziadek ("Little Jackie") z  The Benny Hill Show, występujący w programie przez trzy dekady od lat 60 XX wieku. W wielu scenach odtwarzanych w przyśpieszeniu Benny Hill rytmicznie klepał jego łysą głowę, co stało się jednym ze znaków rozpoznawczych Wrighta, jak i całego programu.